# Ordre éolique

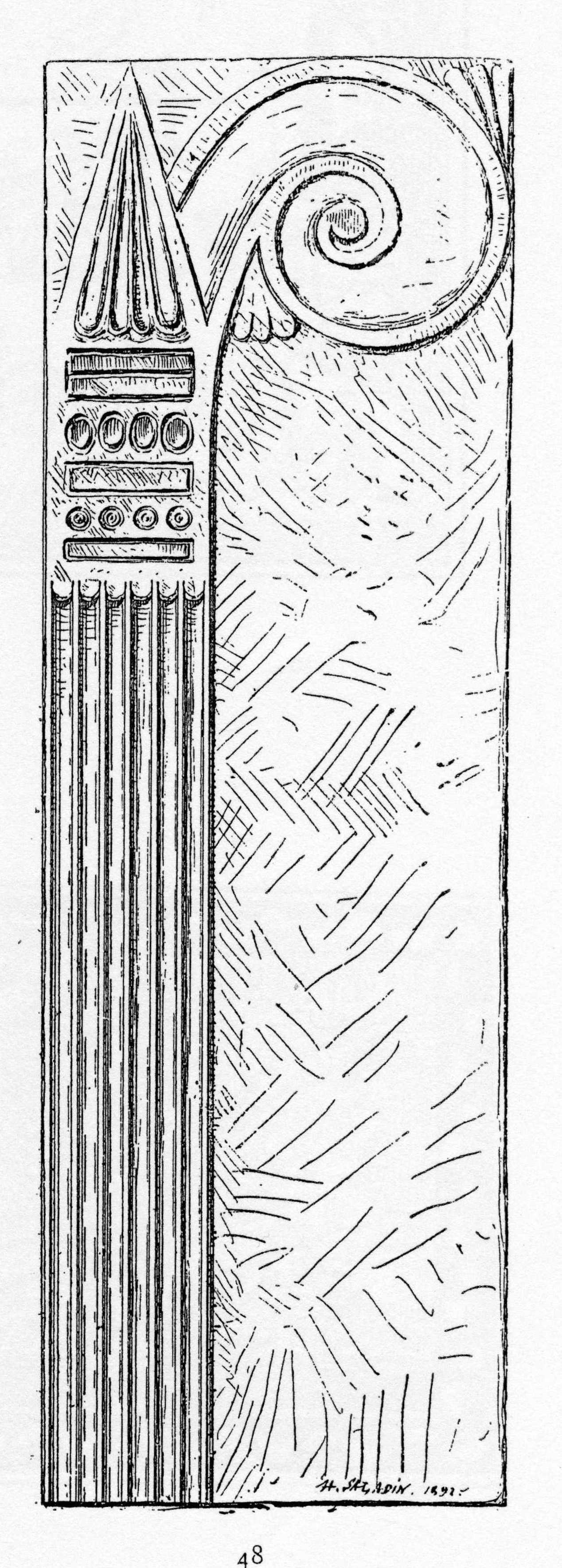
Chambranle de porte avec pilastre éolique au musée national du Bardo.

L'ordre éolique était un ordre d'architecture classique originaire d'Asie mineure (actuelle Turquie) du nord-ouest, mais on peut le rencontrer dans des temples de Sicile. Son nom est issu de la région de l'actuelle Turquie appelée Eolide durant l'antiquité. 

## Histoire
|  |  |

Les exemples les plus anciens d'ordre éolique précèdent la naissance de l'ordre ionique au VIe siècle av. J.-C., et certains chercheurs considèrent que le style ionique est un développement de l'ordre éolique.
L'ordre éolique cesse d'être utilisé à la fin de la période archaïque (800/700 - 480/479).

## Description
Cet ordre architectural a de nombreux points communs avec l'ordre ionique, mais diffère par son chapiteau où une palmette est située entre deux volutes. 

## Exemples
- Sanctuaire de Klopédi près d'Aghia Paraskévi, sur l'île de Lesbos.
- Découverte sous-marine provenant de La Caleta, Musée de Cadix.